# Ochicanthon ochii
Ochicanthon ochii là một loài bọ cánh cứng trong họ Bọ hung (Scarabaeidae).